# Polyptychoides septentrionalis
Polyptychoides septentrionalis là một loài bướm đêm thuộc họ Sphingidae. Nó được tìm thấy ở Kenya.